# Джуніата Тауншип (округ Бедфорд, Пенсільванія)
Джуніата Тауншип (англ. Juniata Township) — селище (англ. township) в США, в окрузі Бедфорд штату Пенсільванія. Населення — 898 осіб (2020).

## Демографія
Згідно з переписом 2010 року, у селищі мешкали 954 особи в 401 домогосподарстві у складі 291 родини. Було 530 помешкань
Расовий склад населення:
| - 98,7 % — білих - 0,1 % — корінних американців - 0,1 % — чорних або афроамериканців - 0,1 % — азіатів |

До двох чи більше рас належало 0,9 %. Частка іспаномовних становила 1,0 % від усіх жителів.
За віковим діапазоном населення розподілялося таким чином: 18,6 % — особи молодші 18 років, 61,3 % — особи у віці 18—64 років, 20,1 % — особи у віці 65 років та старші. Медіана віку мешканця становила 46,8 року. На 100 осіб жіночої статі у селищі припадало 95,1 чоловіків;  на 100 жінок у віці від 18 років та старших — 98,2 чоловіків також старших 18 років.
Середній дохід на одне домашнє господарство  становив 51 657 доларів США (медіана — 42 344), а середній дохід на одну сім'ю — 59 419 доларів (медіана — 55 547). Медіана доходів становила 44 125 доларів для чоловіків та 29 318 доларів для жінок. За межею бідності перебувало 5,5 % осіб, у тому числі 5,4 % дітей у віці до 18 років та 4,3 % осіб у віці 65 років та старших.
Цивільне працевлаштоване населення становило 361 особа. Основні галузі зайнятості: освіта, охорона здоров'я та соціальна допомога — 18,8 %, виробництво — 16,6 %, роздрібна торгівля — 11,1 %, будівництво — 9,1 %.